# Джон Крокер
Джон Тредінік Крокер (англ. John Tredinnick Crocker; 4 січня 1896, Кетфорд, Лондон — 9 березня 1963, Лондон) — британський воєначальник, генерал Британської армії, учасник Першої та Другої світових воєн. Розпочав військову службу рядовим з початком Великої війни, після завершення воєнних дій став офіцером, командував підрозділами, бригадою, бронетанковою дивізією, корпусами. Очолював I корпус під час висадки в Нормандії, бився в Західній Європі. У післявоєнний час керував командуваннями британської армії на Близькому Сході та в Англії.

## Біографія

### Ранні роки та початок служби
Джон Крокер народився 4 січня 1896 року в лондонському районі Кетфорд, у бідній сім'ї. Був одним з п'яти дітей Мері та Ісаака Крокерів. Батько помер, коли Джону було 5 років.
З початком Першої світової війни записався до лав британської армії добровольцем. У серпні 1914 року зарахований рядовим до навчально-тренувального полку «Артист Райфлз». 26 січня 1917 року прибув у тимчасовому званні лейтенант до Кулеметного корпусу на Західний фронт. За проявлені мужність, сміливість та відвагу у боях удостоєний Воєнного хреста та ордена «За видатні заслуги». Брав участь у бойових діях під час битви біля Пашендейле, у Весняному наступі та Стоденному наступі.

### Міжвоєнний час
Після війни Дж. Крокер звільнився та пройшов практику роботи соліситором. Однак, незабаром він з'ясував, що не отримує від своєї нової професії ніякого задоволення й повернувся до лав британської армії. Він призвався піхотним офіцером до Регулярної армії, 16 грудня 1920 року йому підтвердили звання лейтенанта. З 13 січня 1922 року проходив службу у Королівському танковому корпусі, де навчався в нових на той час родах військ — бронетанкових.
У 1929 році успішно закінчив навчання у штабному коледжі у Кветті, продовжив службу у 1-й танковій бригаді П.Гобарта та Мобільній дивізії (що пізніше стала 1-ю бронетанковою дивізією Британії) майор-генерала А.Брука.
Просування по службі в міжвоєнний час у британських збройних силах було дуже повільним, тим більше вражає те, що завдяки своїм талантам і старанності Дж. Крокер 1 січня 1935 року став майором, 1 липня 1936 року його підвищили у підполковники, а 1 лютого 1938 року він вже був полковником. На початок Другої світової війни він був штабним офіцером у Південному командуванні британської армії.

### Друга світова війна

#### Перші роки війни
Перші місяці війни Дж. Крокер служив у Південному командуванні, але 21 квітня 1940 року його призначили командиром 3-ї бронетанкової бригади з одночасним присвоєнням звання бригадира. Ця танкова бригада разом з 2-ю бронетанковою бригадою бригадира Р. Маккрірі та 1-ю бригадною групою підтримки бригадира Ф.Моргана входила до створеної 1-ї бронетанкової дивізії (колишня Мобільна дивізія британської армії). Дивізія, командиром якої був майор-генерал Р.Еванс, формувалась на півдні Англії й готувалась до перекидання на континент до Франції.
Наприкінці травня 1940 року бригада Дж. Крокера висадилася у Шербурі й взяла участь у безуспішної спробі атакою з ходу розгромити німецькі плацдарми на річці Сомма. Зазнавши колосальних втрат, рештки з'єднання, маючи лише 13 вцілілих танків, відступили знову до Шербура. Звідсіля Дж. Крокера разом із залишками бригади у середині червня евакуювали до Англії. Командир бригади разом з лейтенант-генералом Дж. Маршал-Корнуоллом відступили з континенту останнім судном.
Наступні майже три роки він служив на території Британських островів. Літом 1940 року бригадир Дж. Крокер провів в інтенсивній роботі щодо відновлення боєздатності своєї бригади, зважаючи на те, яку велику кількість броньованої техніки вона втратила на пляжах Франції. Одночасно, він брав активну участь у підготовці протидесантних заходів на випадок вторгнення нацистів на британський берег.
18 вересня 1940 року він отримав наказ очолити знову створену 6-ту бронетанкову дивізію й одночасно наказ на звання майор-генерала. Через 9 днів він став командором ордену Британської імперії за свої бойові заслуги у Французькій кампанії.
15 жовтня 1941 року після року наполегливої підготовки танкових бригад, що входили до складу його дивізії, передав справи майор-генералу Г. Ламсдену й очолив 2-гу бронетанкову групи Домашніх сил Британії. 16 березня 1942 року Дж. Крокер прийняв командування від лейтенант-генерала Н. Ірвіна 11-го корпусу, що переводився командиром 4-го корпусу на Близькосхідний театр війни.
До складу 11-го корпусу, який входив до складу сил Східного командування та мав зону відповідальності у Східній Англії, входили 45-та, 54-та та 56-та піхотні дивізії й 21-ша танкова бригада.
У вересні 1942 року лейтенант-генерал Дж. Крокер передав командування корпусом Дж. Бакнейлу і прийняв від Ф. Носворті під своє командування 9-й корпус, який дислокувався у Північній Англії й підкорявся Північному командуванню британської армії.

#### Північна Африка
У березні 1943 року штаб 9-го корпусу відбув до Північної Африки, де увійшов до 1-ї армії лейтенант-генерала К. Андерсона. Штаб об'єднання прийняв під своє керівництво 1-шу (майор-генерал Р. Бріггз) та 6-ту бронетанкові (майор-генерал Ч. Кейтлі) й 46-ту піхотну (майор-генерал Г. Фрімен-Еттвуд) дивізії, які негайно взяли участь у бойових діях Туніської кампанії.
У першому бойовому зіткненні 8 квітня 1943 року війська Дж. Крокера намагалися відрізати формування 1-ї італійської армії від перевалу Фондук. Командир корпусу недооцінив сили противника, що тримали оборону перед його наступаючими військами, й організував наступ силами 26-ї бронетанкової бригади 6-ї дивізії за підтримки 34-ї американської піхотної дивізії генерал-майора Ч. Райдера. У результаті плутанини бойова техніка та піхота перемішалися, атака почалася неорганізовано, чим негайно скористалися італійці й заздалегідь вивели свої сили з-під удару.
Водночас, багато військових експертів вважали, що Дж. Крокер не дуже опанував тактику застосування піхотних підрозділів і часто на думку своїх колег та начальників допускав помилки при організації та проведенні бою. До речі це дуже виводило з рівноваги вище керівництво союзними силами на півночі Африки, зокрема Верховного головнокомандувача американського генерала Д. Ейзенхауера.
IX корпус продовжував вести затяті бої до кінця Туніської кампанії, але 27 квітня його командир Дж. Крокер був поранений на показових стрільбах новітньої протитанкової зброї PIAT. Уламком шрапнелі його поранило в груди й до кінця воєнних дій в Африці він не зміг взяти участь у боях. Корпусом тимчасово командував лейтенант-генерал Б. Хоррокс, якого перевели з X корпусу 8-ї армії.

#### Північно-західна Європа
У травні 1943 року після повернення штабу 9-го корпусу до Англії об'єднання було розформовано й деякий час генерал Дж. Крокер перебував без посади. За рекомендацією командувача 18-ї групи армій союзників, що діяла в Північній Африці, сера генерала Г. Александера начальнику Імперського генерального штабу фельдмаршалу А. Бруку, лейтенант-генерал Дж. Крокер пропонувався на посаду командира 1-го корпусу. У серпні 1943 року він прийняв посаду цього армійського корпусу в генерала Дж. Бакнйелла, який за власним бажанням переводився командиром 5-ї дивізії, яку згодом повів у бій при висадці в Італії.
I корпус організаційно входив до складу 2-ї британської армії лейтенант-генерала сера К. Андерсона (у січні 1945 року його змінив генерал М. Демпсі) й готувалася до наймасштабнішого у військовій історії вторгнення в Нормандії. Попри попередній бойовий досвід генерала Дж. Крокера, який керував переважно бронетанковими частинами, з'єднаннями та об'єднаннями, цього разу армійський корпус мав у своєму складі піхотні формування. Так до корпусу входили 3-тя британська піхотна дивізія Т. Ренне, яку під час висадки підтримувала 27-ма бронетанкова бригад, 3-тя канадська піхотна дивізія з 2-ю канадською бронетанковою бригадою, а також 6-та повітряно-десантна дивізія бригадира Р. Гейла.
Головнокомандувачем наземним угрупованням сил вторгнення — 21-ю групою армій — генералом сером Б.Монтгомері на I корпус покладалося стратегічно важливе завдання із захоплення міста Кан. Британський головнокомандувач вірив в організаторські спроможності та лідерські якості Дж. Крокера й вважав, що той зможе виконати це надзвичайно складне завдання. На День Д, лейтенант-генерал Дж. Крокер мав найбільше угруповання, що підпорядковувалося до того часу командиру корпусу, й мав проводити висадку морського десанту на два плацдарми одночасно: «Сорд» та «Джуно». У той же час він був відповідальним за повітряну висадку британських десантників за планом операції «Тонга».
В ході операції «Нептун», що почалася в ранкові години 6 червня 1944 року, передові підрозділи британсько-канадських сил успішно виконали бойові завдання та утворили заплановані плацдарми, які згодом об'єдналися з американськими й утворили суцільний плацдарм для сил вторгнення. Однак, найбільшим промахом союзних військ стало невиконання завдання із захоплення Кана. Передові підрозділи 3-ї британської дивізії спромоглися прорватися до французького міста, але під ударами танкових формувань 21-ї танкової дивізії вермахту вони були вибиті з Кана та закріпилися на підступах до нього. Сподівання союзників захопити це місто за один День Д не реалізувалися, натомість британському корпусу генерала Дж. Крокера довелося вести двомісячні затяті та криваві бої в ході битви за Кан. Найбільші бої розгорнулися з 7 липня 1944 року при проведенні операції «Чарнвуд», коли 3-тя, 59-та британські й 3-тя канадська піхотні дивізії з величезними труднощами вибили німців з центру міста, але південна частина Кана залишилася в руках нацистів. 3-тя британська піхотна дивізія зазнала великих втрат, була виведена на доукомплектування, її місце у корпусі зайняла 49-та піхотна дивізія з 1-ї канадської армії лейтенант-генерала Г. Крірара.
З серпня 1944 року, після розгрому німецьких військ у Фалезькому котлі, союзники розгорнули наступ по всьому Західному фронтові. I корпус лейтенант-генерала Дж. Крокера продовжував битися на північному фланзі сил вторгнення, просуваючись з боями до річки Сена, а пізніше вів бойові дії із зачищення осередків німецького опору поздовж французького та бельгійського узбережжя.
У цей час між командиром 1-го корпусу та генералом Г. Кріраром склалися складні стосунки, котрі часто переходили у конфронтацію. Крірар хотів замінити Дж. Крокера на якогось більш поступливого, або Н. Річі (командира 12-го корпусу) або Дж. Бакнейла (командира 30-го корпусу). Однак на захист свого генерала встав головнокомандувач фельдмаршал Б. Монтгомері, який до того ж сприяв налагодженню стосунків між двома керівниками.
Наприкінці 1944 року, коли 1-й корпус, який вів безперестанні бойові дії з червня вже мав через втрати значний некомплект особового складу (через це були розформовані 59-та та 50-та дивізії), за наказом вищого командування штаб корпусу відвели в тил і поклали на нього завдання з організації тилової смуги 21-ї групи армій.
У подальшому Дж. Крокер керував своїм корпусом до кінця війни.
У червні 1945 року, після завершення бойових дій в Європі, він повернувся до Англії, де прийняв Південне командування. Протягом наступних двох років генерал Дж. Крокер керував цим Командуванням, доки у 1947 році його не перевели командувачем Середньосхідного командування, яке брало активну участь у фінальній стадії Палестинського повстання євреїв. 6 березня 1947 року йому присвоїли чергове звання генерал.
1948 році фельдмаршал Б. Монтгомері запропонував кандидатуру Дж. Крокера на посаду начальника Імперського Генерального штабу, але прем'єр-міністр К. Етлі визначився з вибором, призначивши генерала сера В. Сліма, що командував 14-ю британською армією в Бірманській кампанії в роки війни.
У 1950 році його призначили ад'ютант-генералом Збройних сил. 29 вересня 1953 року він звільнився з лав британської армії. Після військової служби займав ряд громадських посад, зокрема був лордом-лейтенантом Міддлсекса до самої смерті.

### Родина генерала
Єдиний син генерала Дж. Крокера, Вілфред, служив у розвідувальному танковому підрозділі 7-ї бронетанкової дивізії, і під час боїв у Нідерландах загинув у бою.